# 金龍汽車製造
金龍汽車製造股份有限公司，簡稱金龍汽車或中興金龍，為中興巴士集團成員，主要業務為大客車製造及維修。於中興巴士舊三重站設立五股車體廠，但後來因場地不足，另有使用指南客運五股站放置部分設備，亦有將新車暫放至中興巴士集團旗下各站，目前龍騰國際負責中興巴士、光華巴士、新北客運車輛維修保養，敦峰汽車負責指南客運、淡水客運、基隆客運車輛維修保養。

## 簡介
金龍汽車製造的創立，緣起於中興巴士集團的前合作伙伴豐榮鐵工廠在仍有多項合作案的時候因為家庭因素而解散，無法承接集團旗下的欣和客運（今新北客運）新北市區公車919路線的車隊製造案；遂與集團旗下各子公司合資緊急成立金龍汽車製造，延攬原豐榮團隊打造車輛，自行進口零件組裝，但被三陽金龍批評為山寨版。此後金龍汽車製造成為中興巴士集團專屬車輛製造及保修廠。中興巴士集團向三陽金龍購入低底盤公車時，同時調查了車輛結構和零件代工廠商，找來裕隆汽車旗下公司江申工業使用中國鋼鐵的鋼材製造底盤骨架。

## 產品

### 甲類大客車

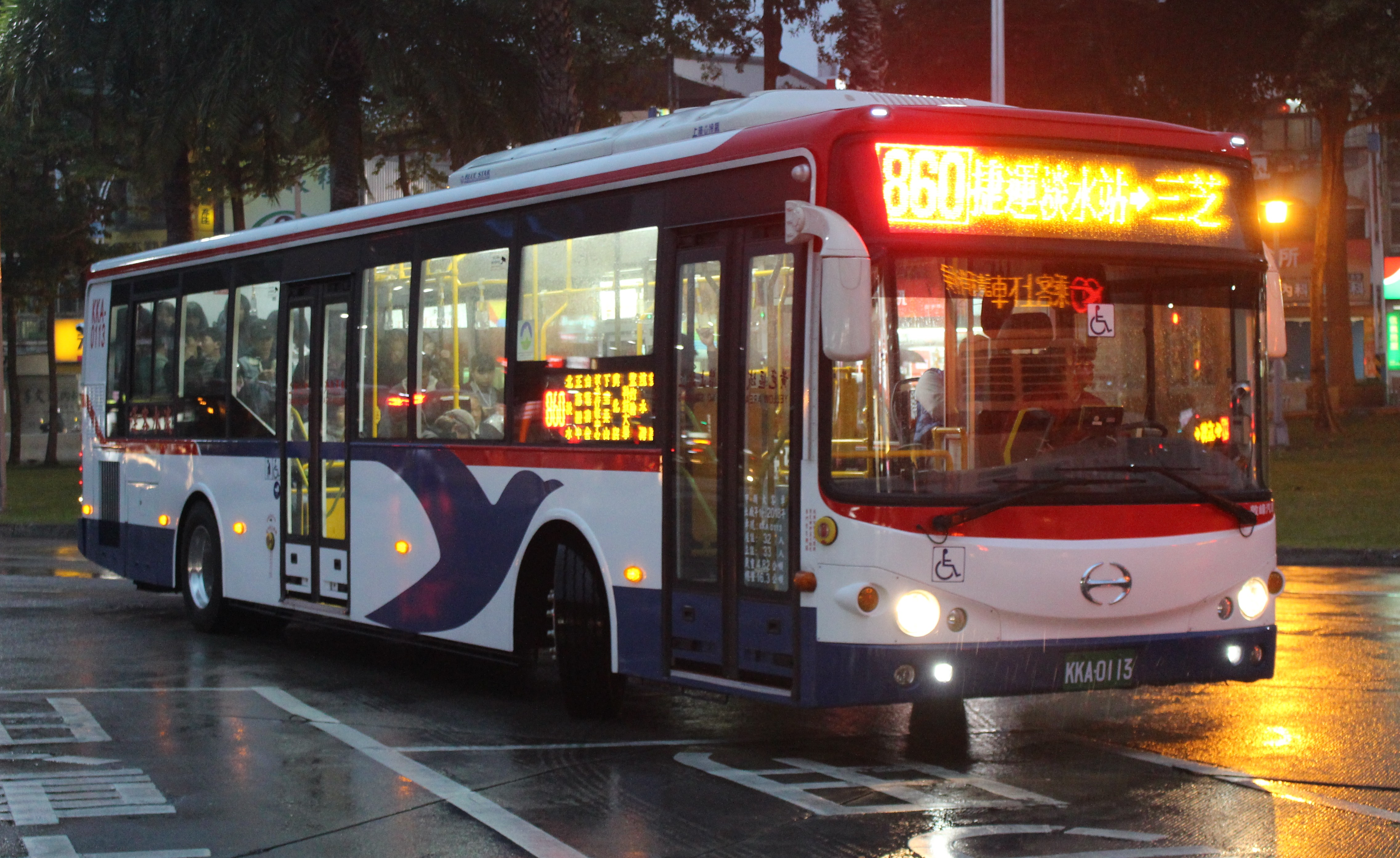
2018 HINO HS8JRVL-UTF KKA-0113門側（掛名敦峰汽車）
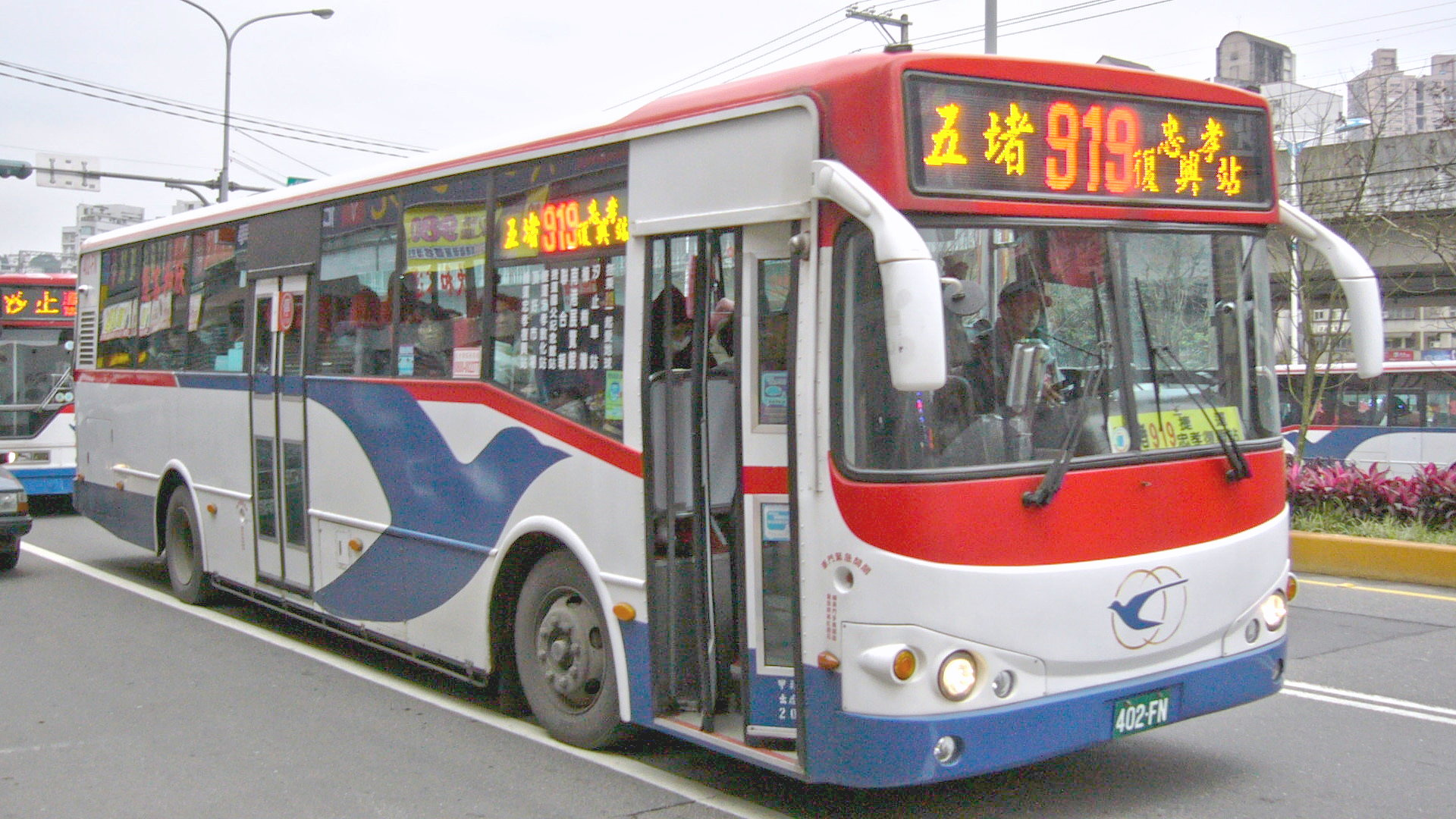
HINO RN8JRSA雙門
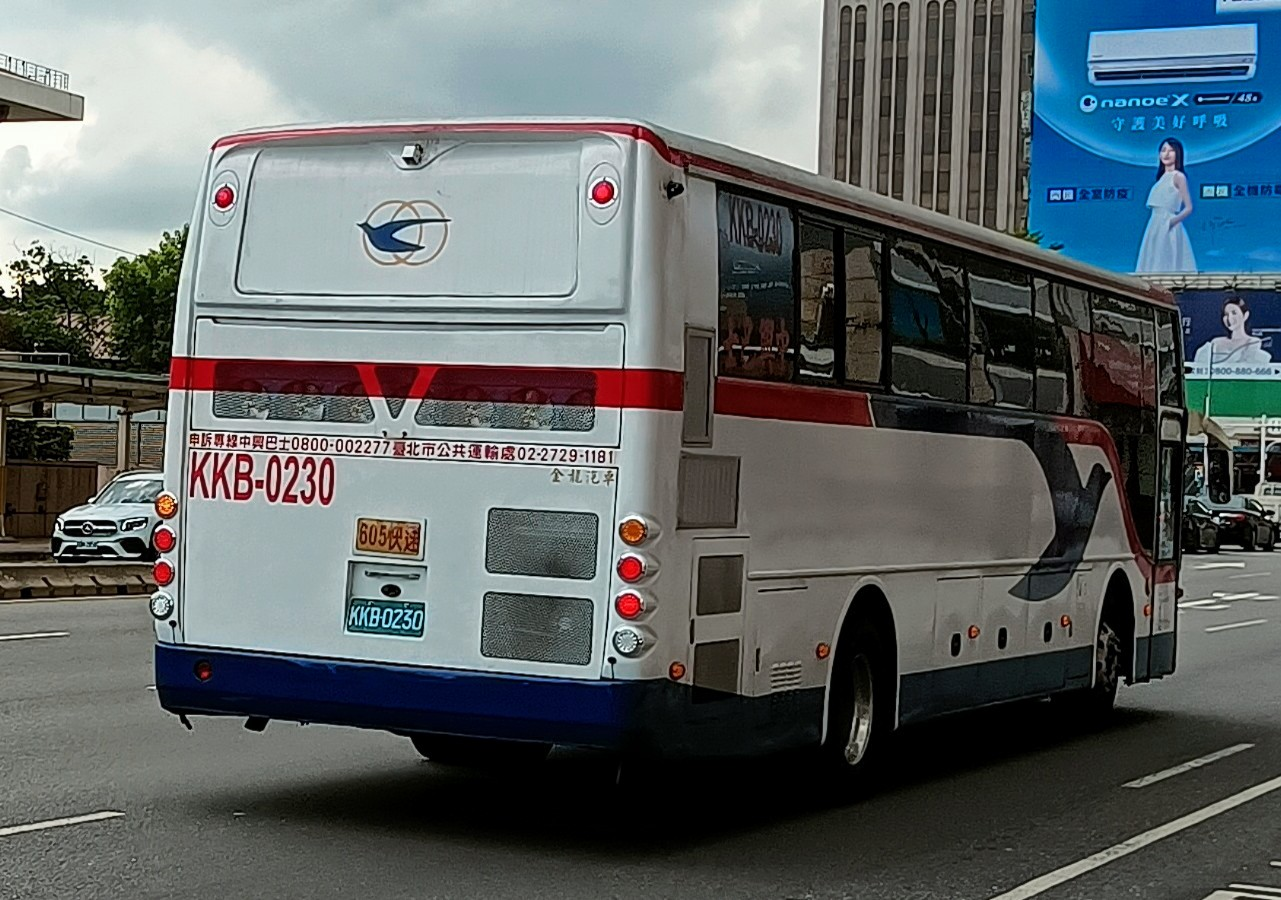
2021 KL6120C KKB-0230
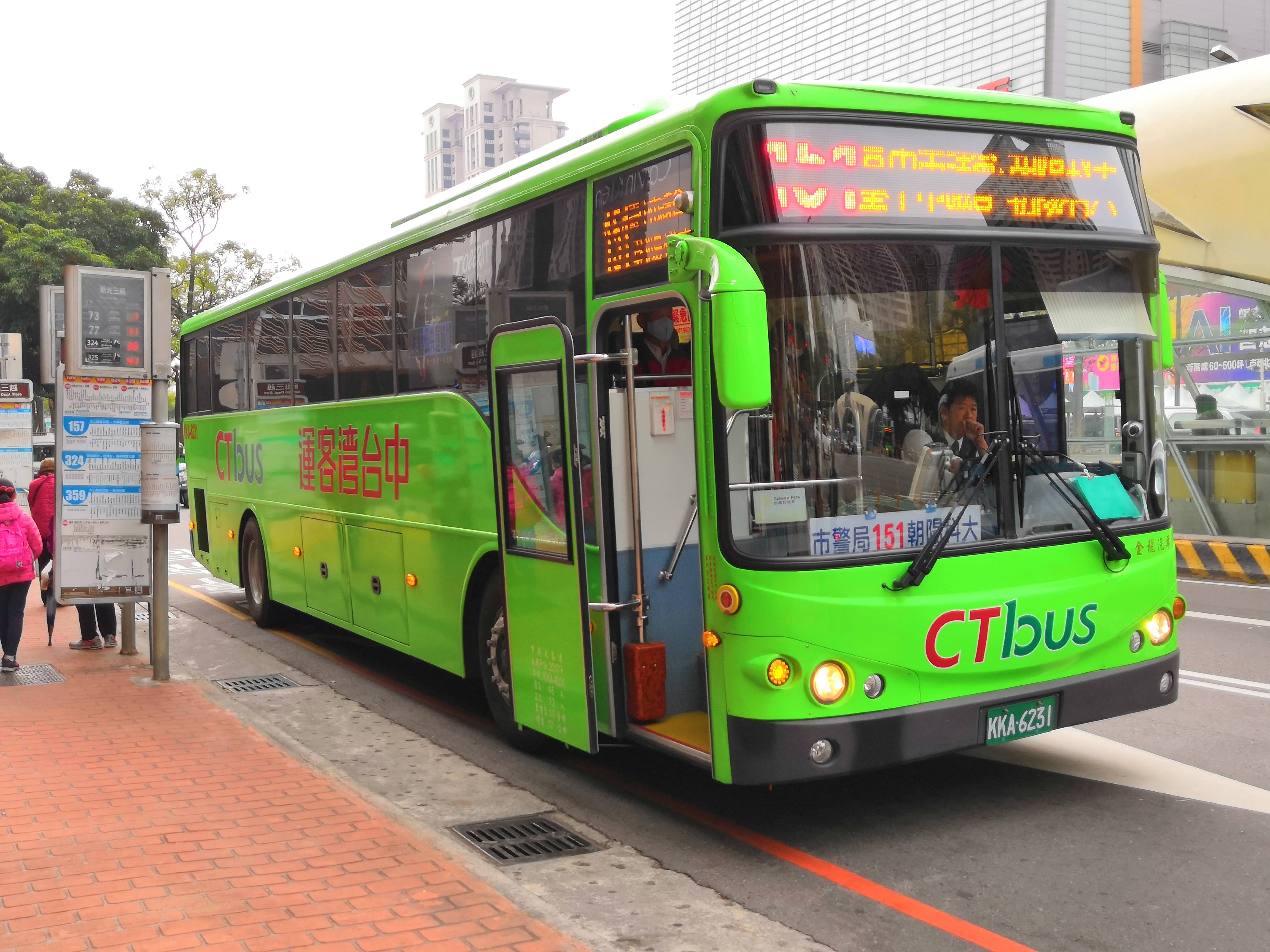
KL6120UH3
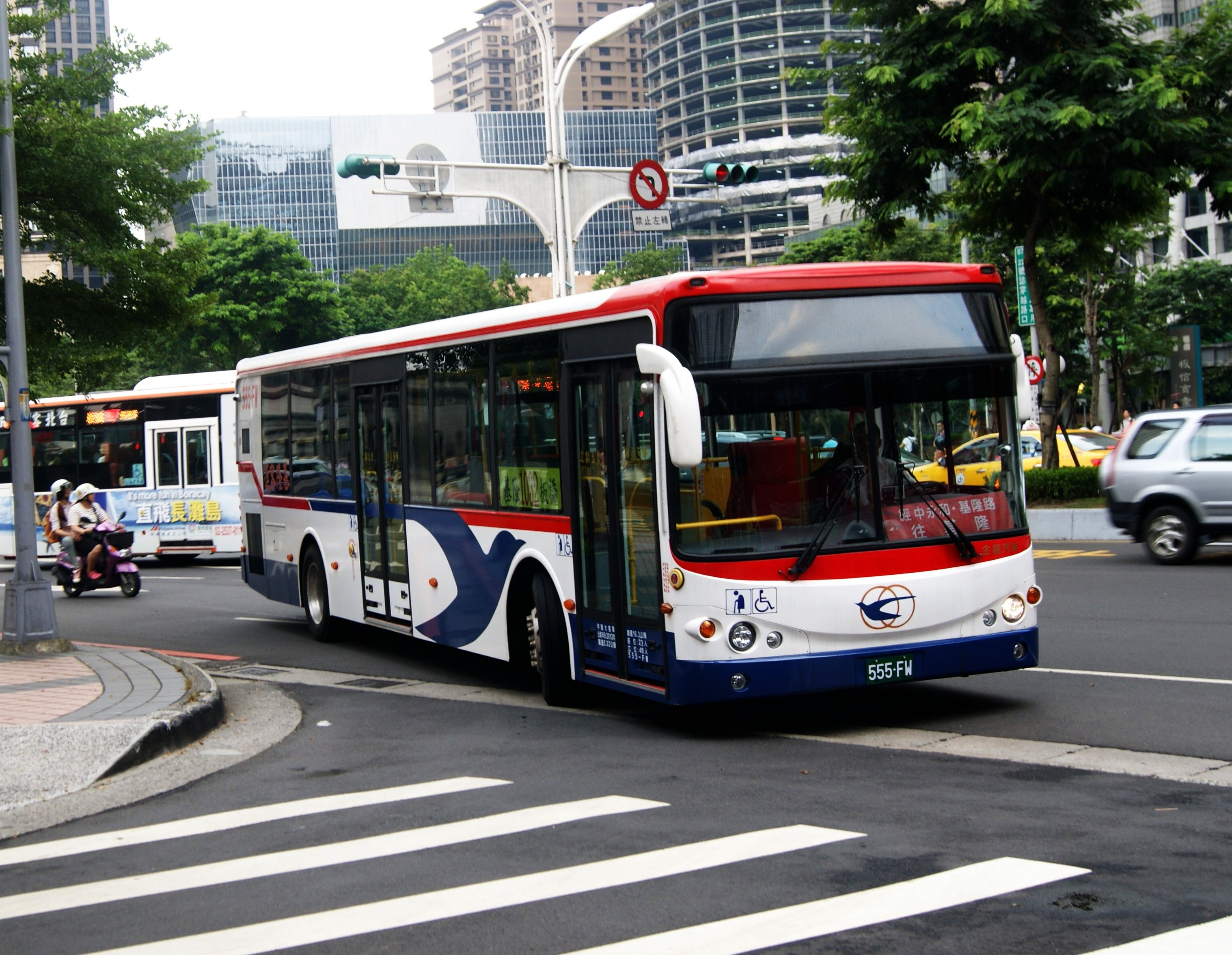
KL6120U2（基隆客運專用）
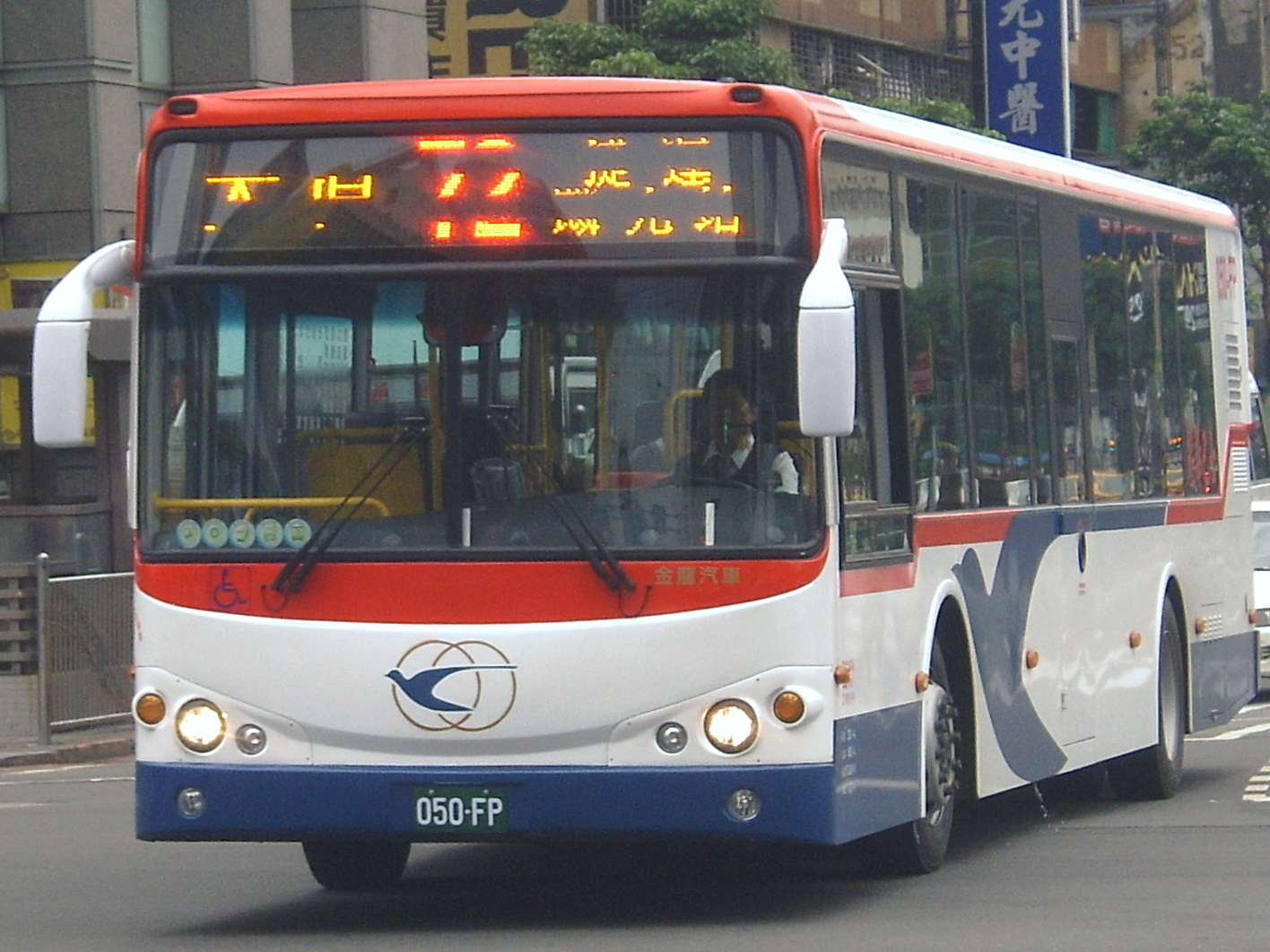
KL6120U1（五速）
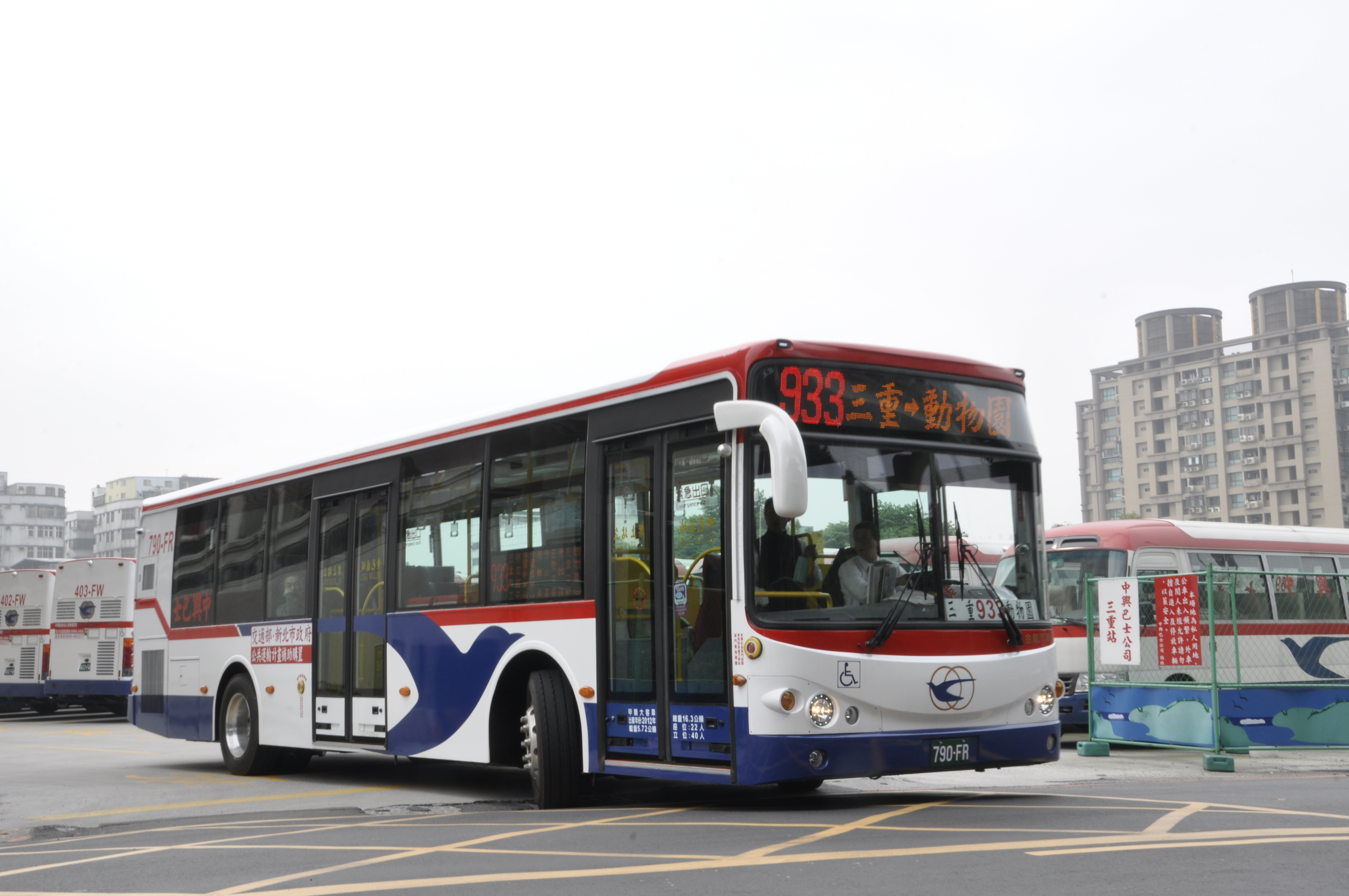
新版KL6112U1短軸車，後照鏡略有不同
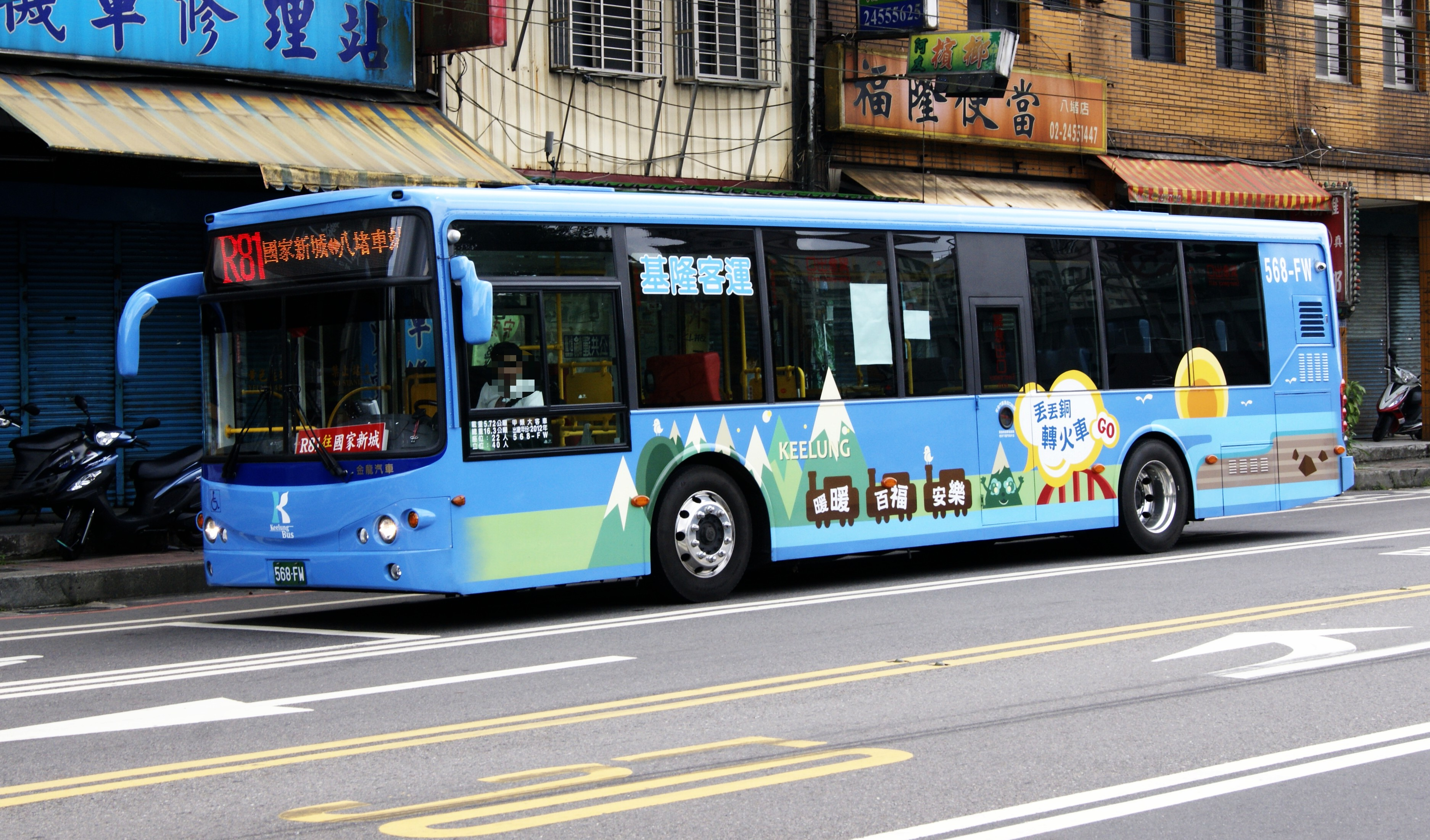
KL6112U1（五期引擎及五速手排）
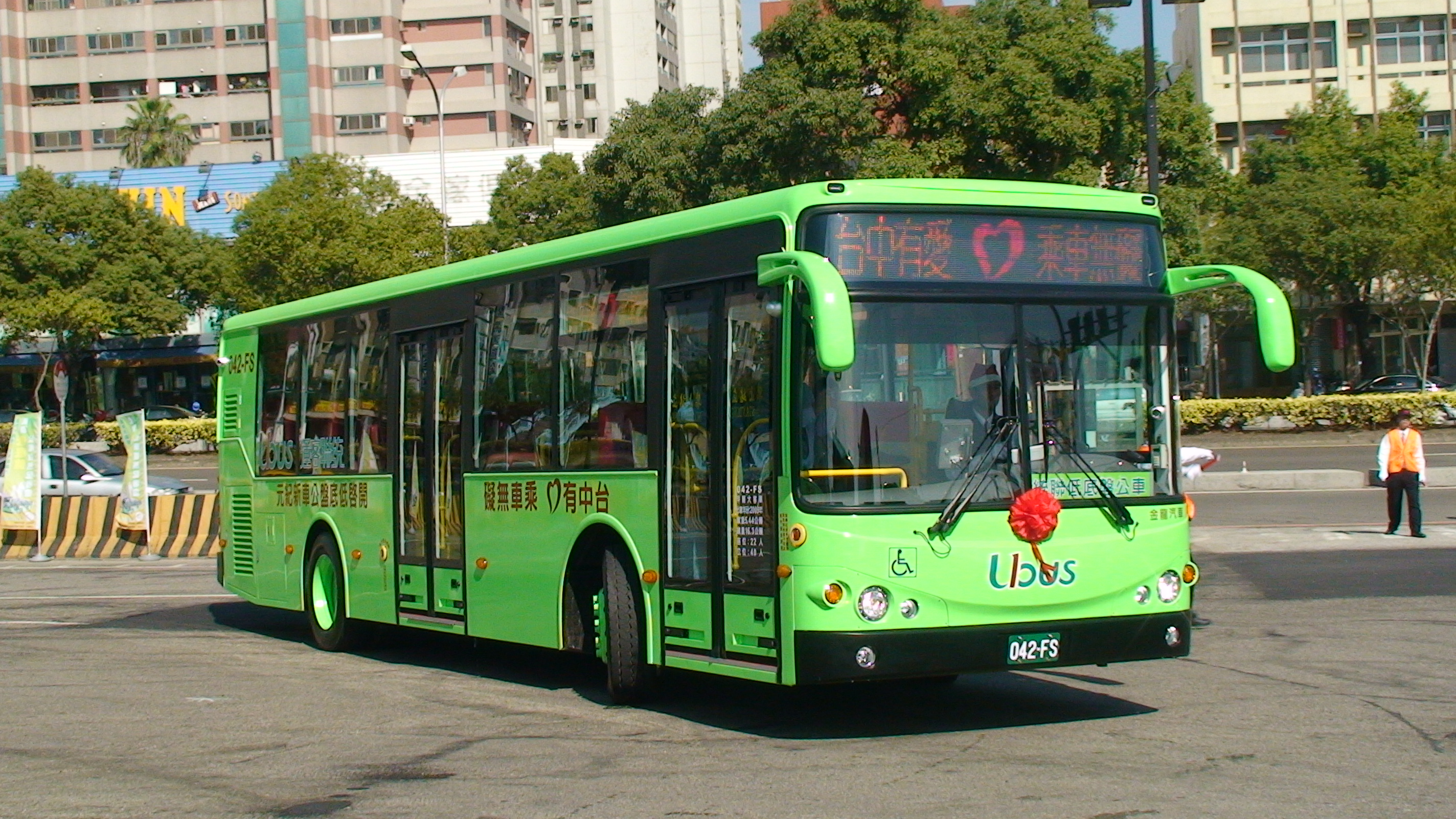
KL6112U1（六速）
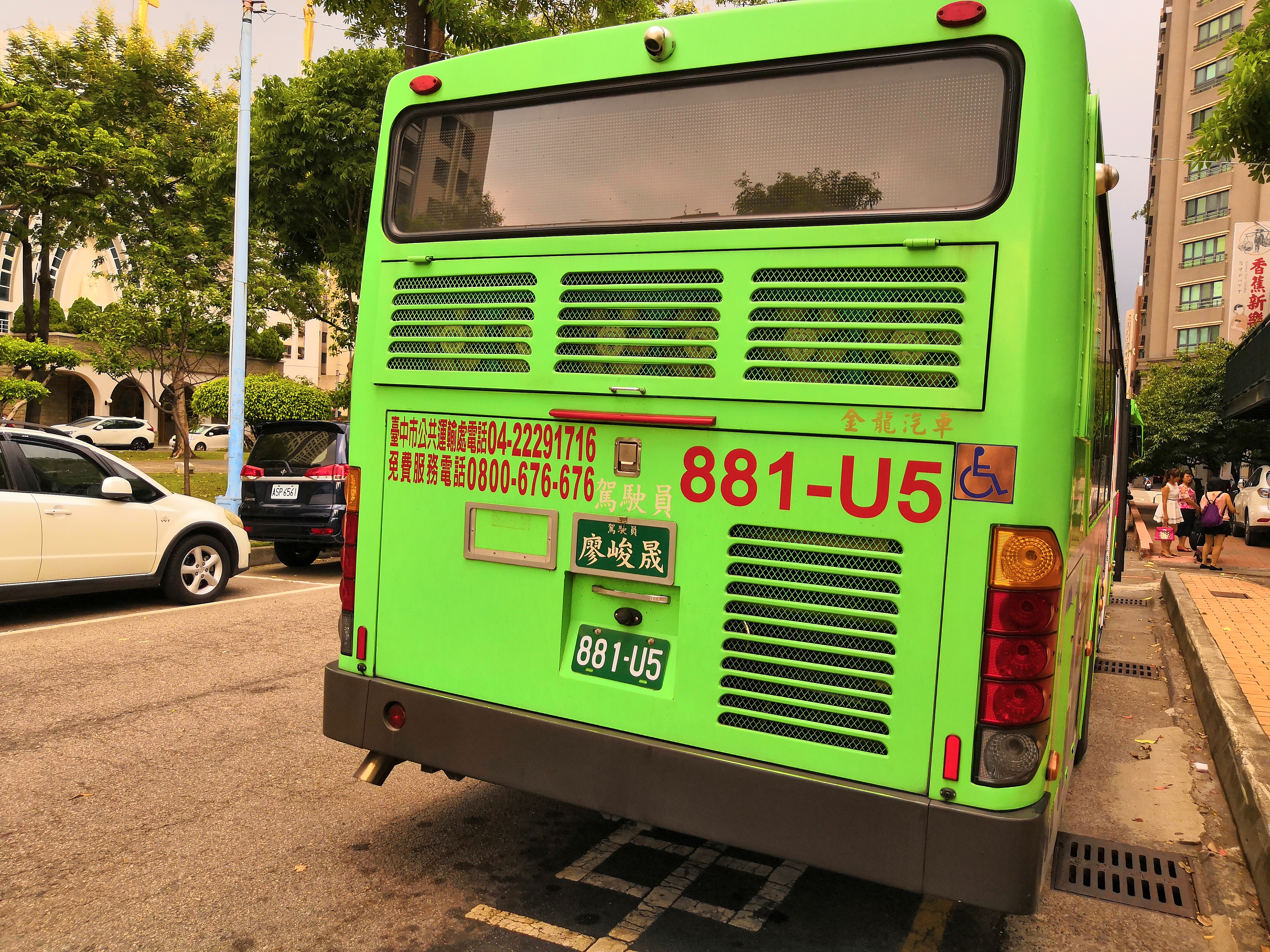
KL6112U1(2014年，後置空調)車尾圖
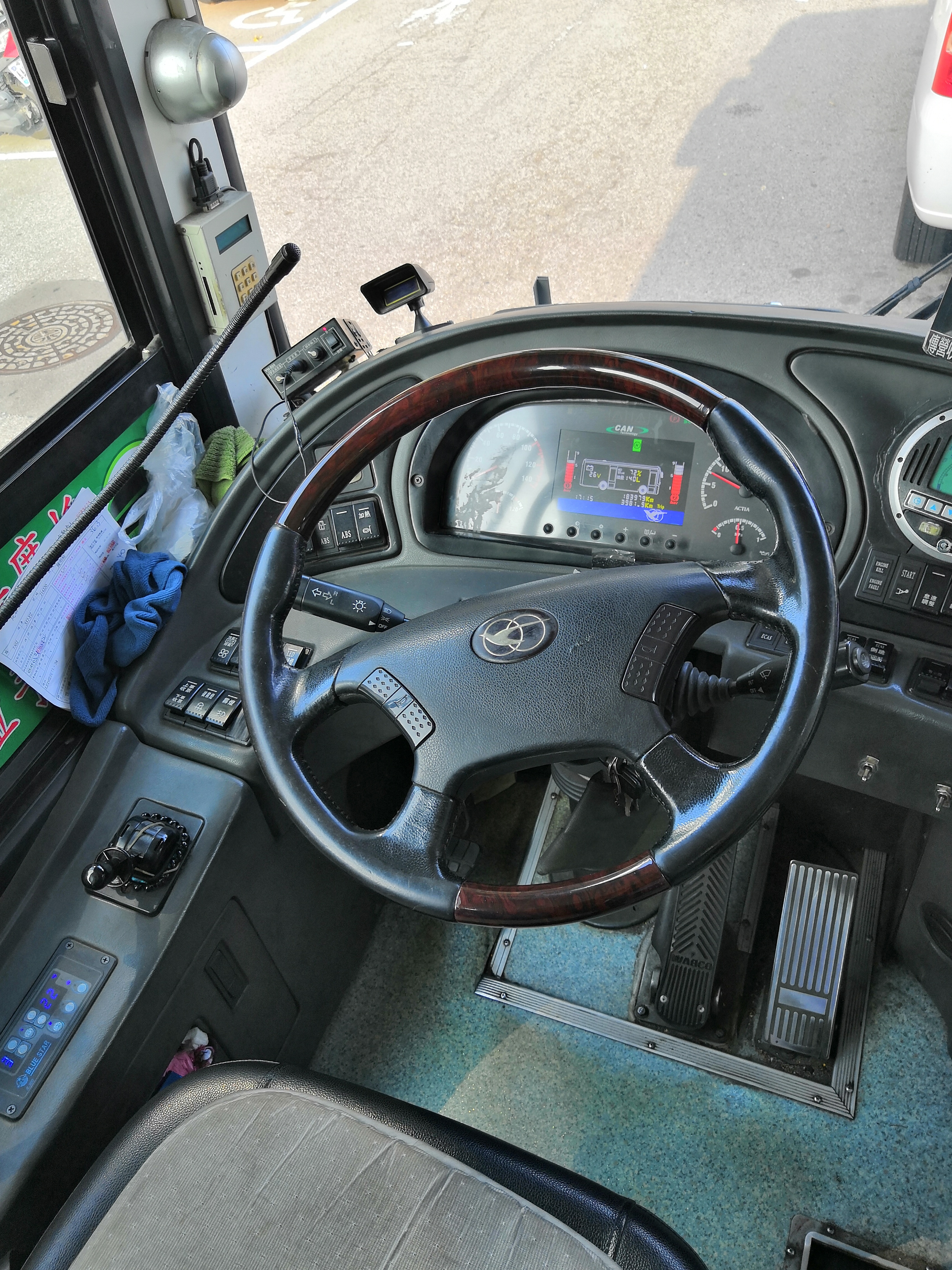
KL6112U1駕駛座
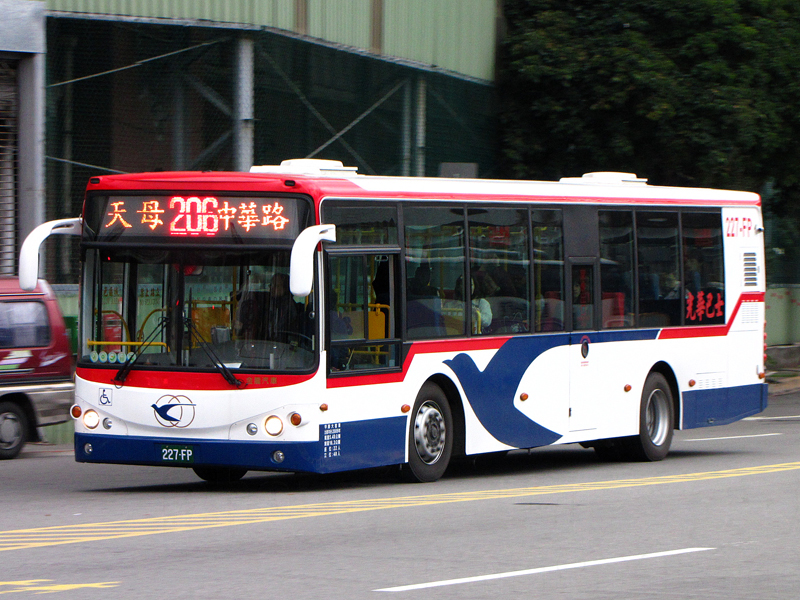
KL6112U1短軸車

- 高床巴士：
  - 購入日本日野汽車（HINO）的HINO RN8JRSA底盤打造車體：
共有雙門及單門兩種車款，其雙門版為919路趕通車之處女作，最初的構想要設計成與後來的單門版類似，但在時間的壓力之下金龍團隊只能拿豐榮時期的舊設計圖微調，兩種皆已停產，目前僅生產KL6系列客車，直到2024年2月，購入日本日野汽車（HINO）的HINO RK2ARXA-PJF底盤打造車體，終於設計成與後來的單門版類似的車輛。
  - KL6120UH3：金龍汽車擴廠後，針對國道客運設計此車型，目前由中台灣客運、統聯客運、指南客運、中興巴士與基隆客運使用。
  - KL6120U3：使用Mercedes-Benz OM 926 LA引擎[3]。
  - KL6120C：目前由光華巴士、指南客運與中興巴士使用。
  - KL6120C-5 ：目前由指南客運擁有一輛
  - HINO RK2ARXA-PJF(打造車體)
  - KL6120C-DDV01：目前由指南客運與中興巴士、中台灣客運使用。
- 低地板公車：
  - 變速箱原本使用綦江（ZF代工廠）自製五速手排，但統聯客運因為臺中市限速較寬而部分選用ZF六速手排，不過高速檔仍為1:1並沒有增加車速，只是比較耐操。曾經試用過電傳手排，因容易故障均已改回。
2012年8月後出廠的車輛其引擎均使用EEV環境友好引擎，車尾並追加了LED行先。
    - KL6120U1 首款自製型號。
    - KL6112U1 自行修改設計之5.3米(11.2米)短軸版車款型號，後來引擎使用EEV環境友好引擎。
    - KL6120U2 為因應公路客運之道安規則，導入油壓煞車及兩個正向輪椅位所設計之試作車款，但最終只獲准生產十輛（底盤代號KL6120A2）。

Engines.|url=https://www.mercedes-benz.com/en/mercedes-benz/vehicles/aggregates/powertrain-bus-classic-engines/%7Caccessdate=2017-02-26%7Carchive-url=https://web.archive.org/web/20170227065434/https://www.mercedes-benz.com/en/mercedes-benz/vehicles/aggregates/powertrain-bus-classic-engines/%7Carchive-date=2017-02-27%7Cdead-url=no}}</ref>。
- -     - HINO HS8JRVL-UTF(打造車體)
    - RAC KL6120UE1(大型電動車;打造車體)
    - GOLDEN DRAGON XML6125JEV(大型電動車;打造車體)
    - KL6112UE1 (大型電動車;自行生產) 自行修改設計之5.3米(11.2米)短軸版車款型號，因搭配Eaton EV變速箱，行駛機電聲響與華德車型相近，但馬達不同廠商。
    - KL6120UE3

自行生產的大型電動車
- 未來計畫：
  - 三門低地板
  - 遊覽巴士

### 乙類大客車

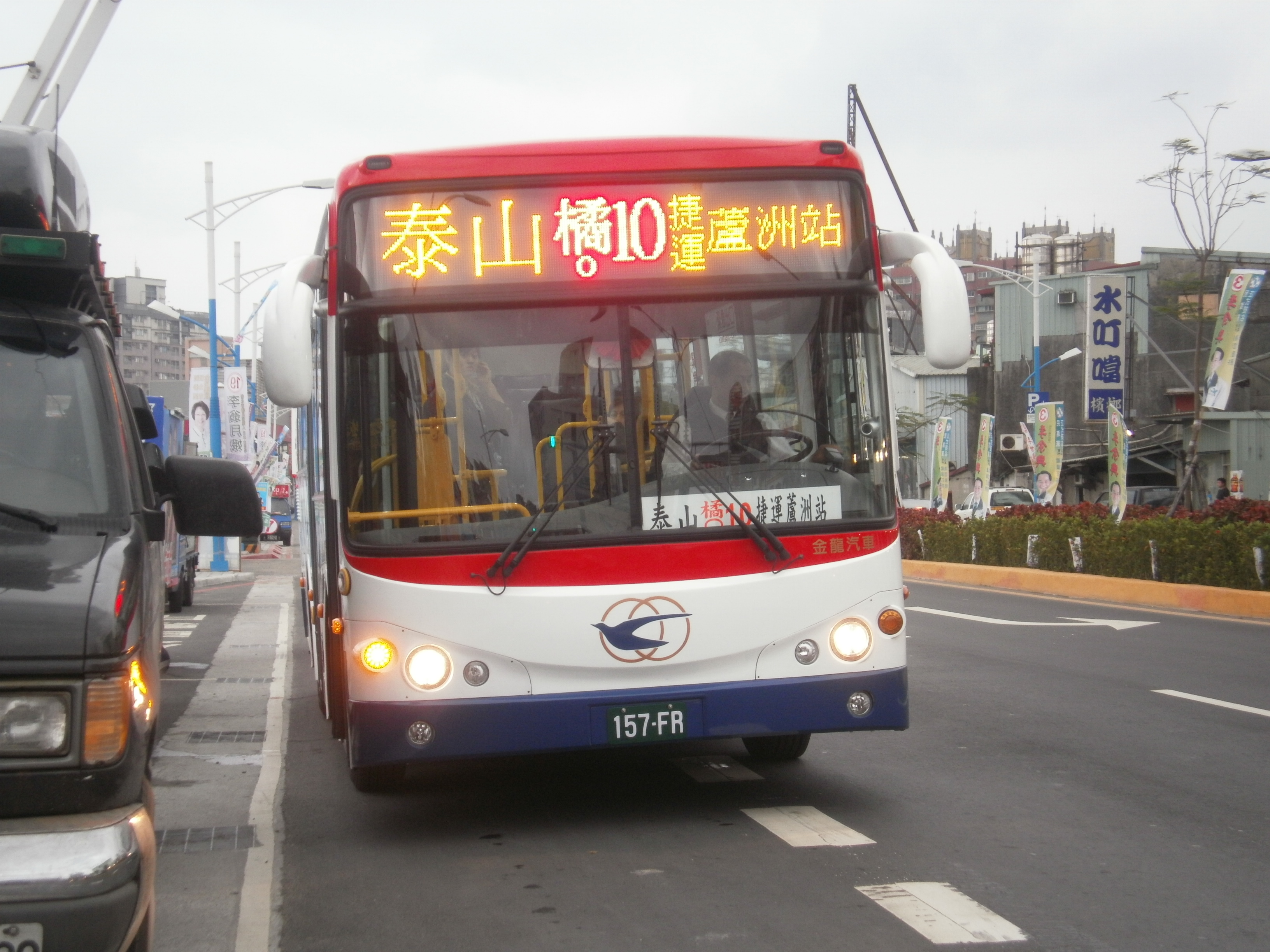
KL685021A1-2車型
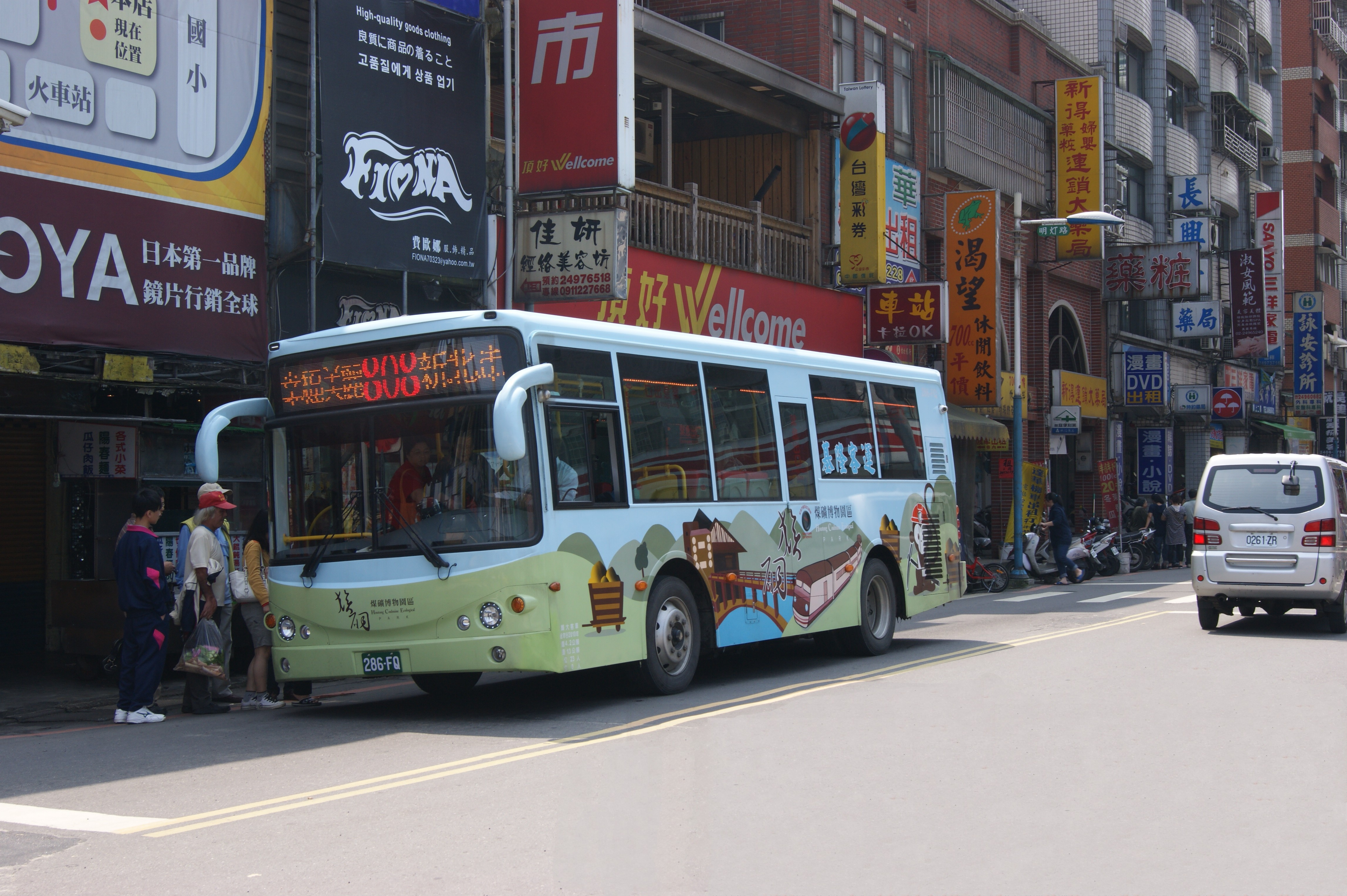
KL685021A1-3車型
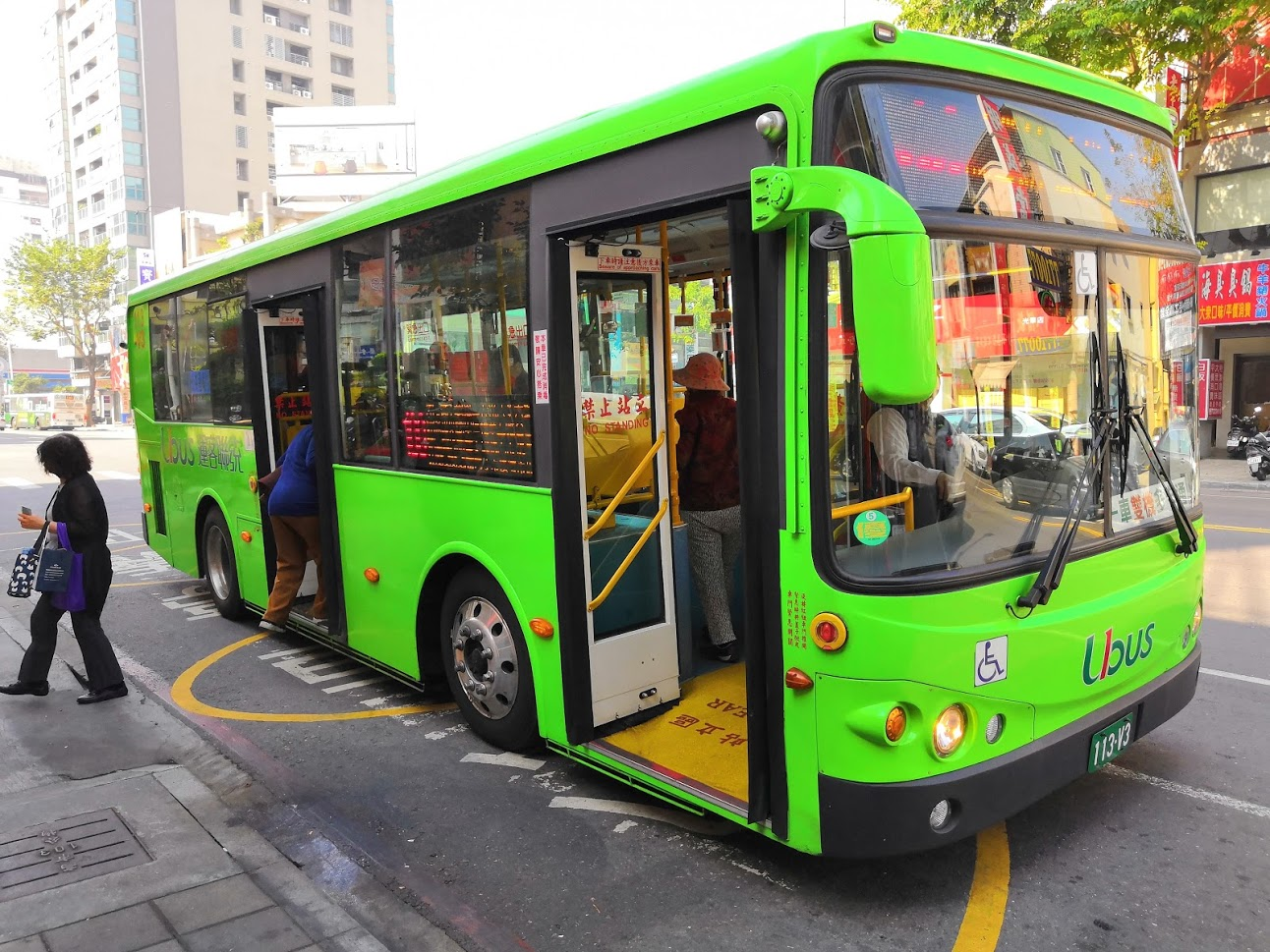
KL6850U1車型

- - KL685021A1-2 雙門型號
  - KL685021A1-3 單門型號
  - KL6850U1 低地板型號(目前僅統聯客運使用此車款)
  - KL6850A2低底盤型號
  - KL6850A3低地板型號(目前僅淡水客運使用此車款)
  - KL6900UE1

### 電動低底盤大客車
KINGLONG KL6112UE1型
| 購買業者 | 配置路線                                                                   | 出廠                 | 圖片 | 數量 |
| -------- | -------------------------------------------------------------------------- | -------------------- | ---- | ---- |
| 指南客運 | 202、208、208區、208直、902、902區、957、 紅26、紅27                       | 2022年 2023年 2024年 |      | 88輛 |
| 基隆客運 | 788、788區、788繞海科館、791、791區、791繞貢寮、791繞貢寮區公所、856       | 2022年               |      | 20輛 |
| 中興巴士 | 紅12、557、616、311、311區、兒樂1號線、兒樂2號線                           | 2022年 2023年        |      | 35輛 |
| 光華巴士 | 220中山幹線、620北環幹線、206、813、813區、224、紅19、兒樂1號線、兒樂2號線 | 2022年 2023年        |      | 60輛 |

KINGLONG KL6120UE3型
| 購買業者   | 配置路線                                 | 出廠   | 圖片 | 數量 |
| ---------- | ---------------------------------------- | ------ | ---- | ---- |
| 指南客運   | 202、208                                 | 2024年 |      | 2輛  |
| 光華巴士   | 220中山幹線                              | 2023年 |      | 3輛  |
| 統聯客運   | 台中市公車:63、301、303、308、308副、326 | 2023年 |      | 30輛 |
| 中台灣客運 | 台中市公車:302、700崇德幹線              | 2023年 |      | 7輛  |

KINGLONG KL6120UE1型
| 購買業者 | 配置路線           | 出廠         | 圖片 | 數量 |
| -------- | ------------------ | ------------ | ---- | ---- |
| 統聯客運 | 預計配置台南市公車 | 預計2024年底 |      | 未知 |

KINGLONG KL6900UE1型
| 購買業者 | 配置路線 | 出廠   | 圖片 | 數量 |
| -------- | -------- | ------ | ---- | ---- |
| 淡水客運 | 紅28直   | 2023年 |      | 2輛  |

- 未來計畫：
  - 電動低地板

## 參照
1. ↑  舒能翊. . 電子時報. 2023ㄦ12ㄦ06 （中文（臺灣））. 已忽略未知参数|urlhttp://www.tatda.org/eventDetails?id= (帮助);
2. ↑  高嘉和、李宜儒，三陽只認20輛：中興自行組裝百餘輛 （页面存档备份，存于），自由時報，2009-11-07
3. ↑  .   [2017-02-26]. （原始内容存档于2017-02-27）.

## 外部連結
- 中興巴士集團 （页面存档备份，存于）
- 江申工業 （页面存档备份，存于）
- 臺灣康明斯 （页面存档备份，存于）
- 綦江齒輪傳動 （页面存档备份，存于）